# Emperor Jones
Emperor Jones es una pequeña discográfica de música independiente afincada en Austin. Fue fundada en 1995 por Craig Stewart. Han editado álbumes de músicos y bandas como Alastair Galbraith, The American Analog Set, Roky Erickson, Thuja, ST37, The Mountain Goats, Stick Men with Ray Guns, Peter Jefferies, Pip Proud, Rusted Shut, Black Mayonnaise, Rahdunes, Shawn David McMillen, Grey Daturas, y Lord Fyre. 